# بخش گوشن (شهرستان هاردین، اوهایو)
بخش گوشن (به انگلیسی: Goshen Township) یک منطقهٔ مسکونی در ایالات متحده آمریکا است که در شهرستان هاردین، اوهایو واقع شده‌است.
 بخش گوشن ۷۳٫۵ کیلومتر مربع مساحت و ۵۶۲ نفر جمعیت دارد و ۲۸۵ متر بالاتر از سطح دریا واقع شده‌است.